# Yucca faxoniana
Yucca faxoniana es una especie de arbusto perennifolio,  de hoja perenne y rígida, de la familia de las asparagáceas.

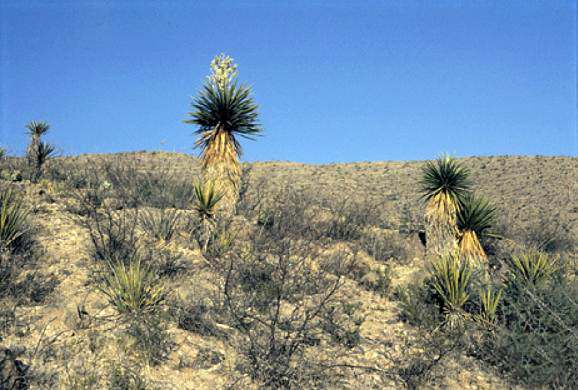
En su hábitat

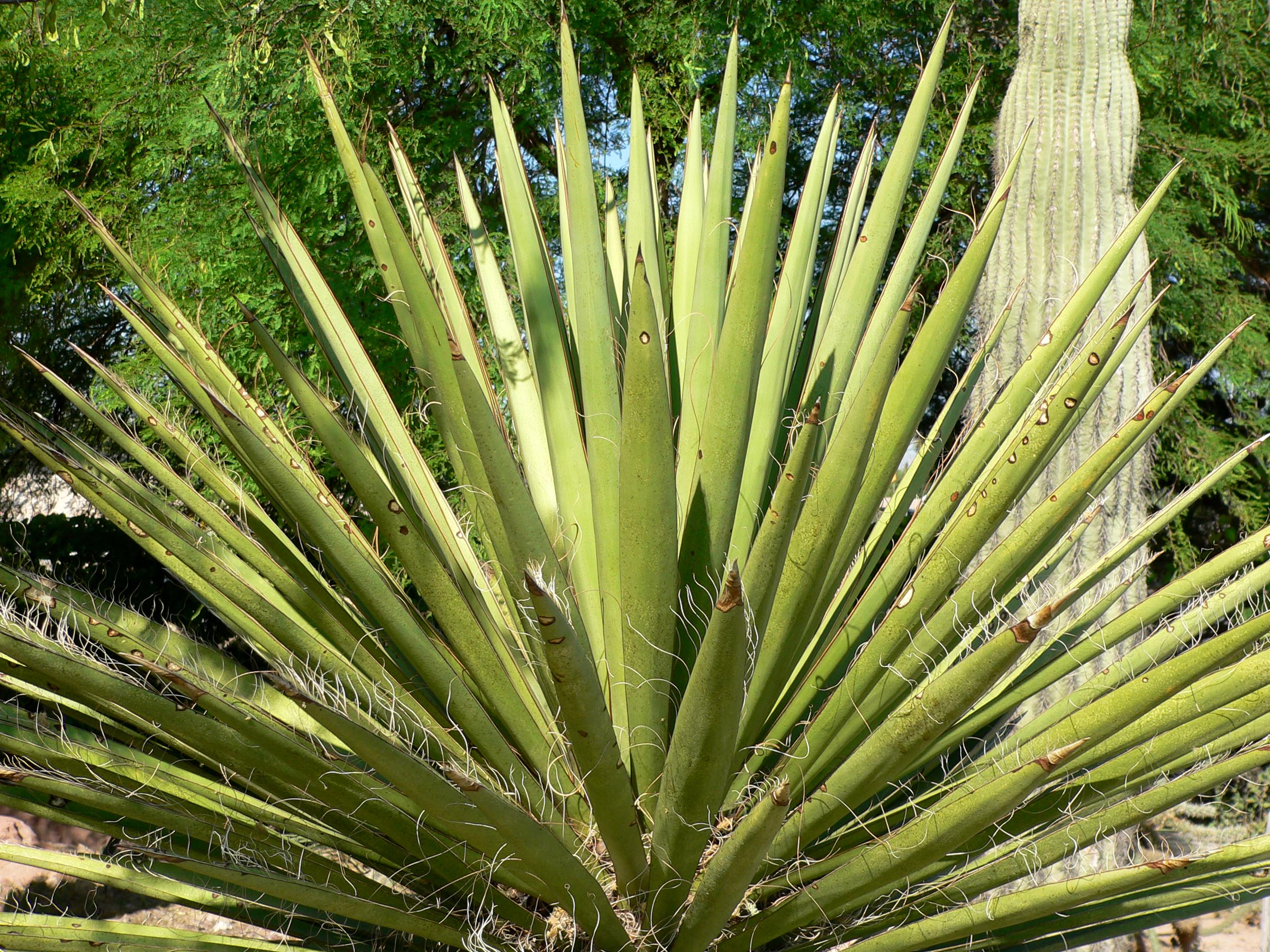
Vista de la planta

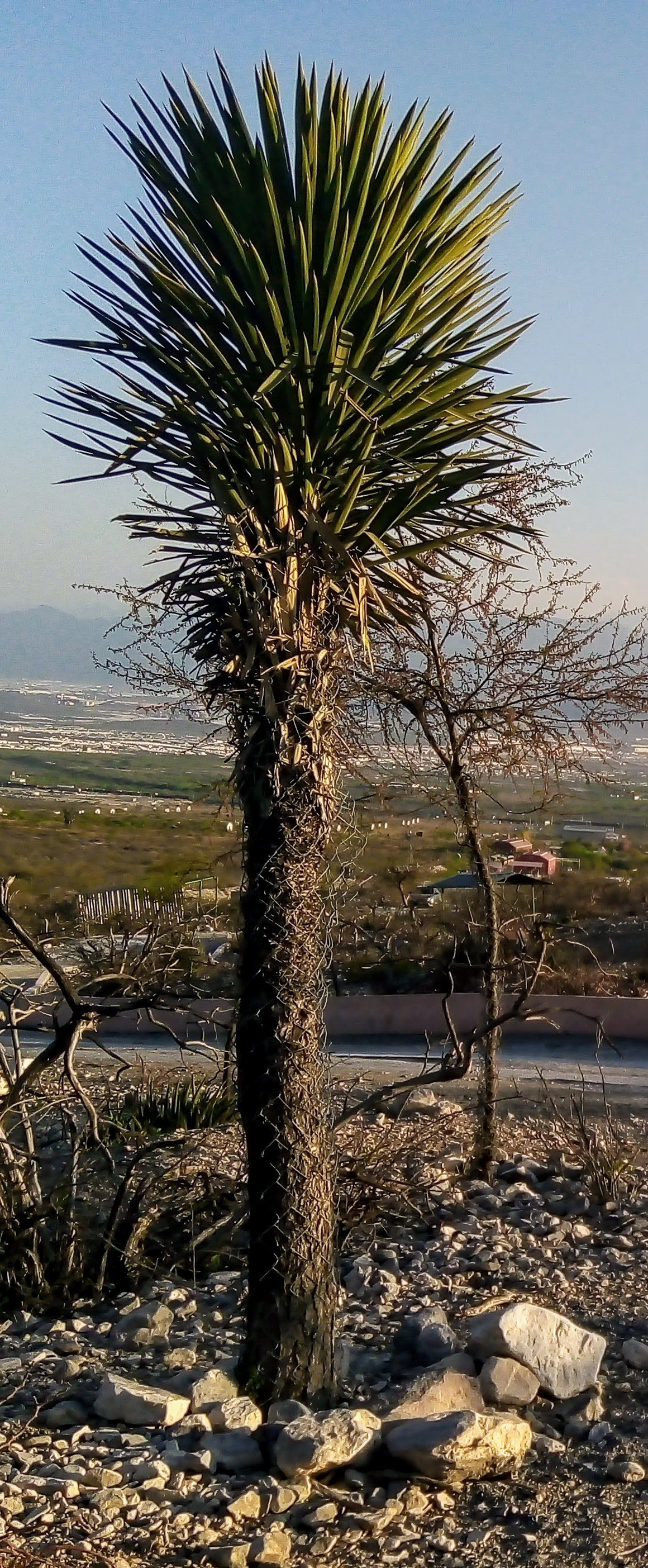
Una planta yucca faxoniana en el Noreste de México.

## Distribución
Este gigante es nativo de Texas occidental a México norteño. Sus  tallos macizos, hojas como dagas y púas grandes;  flores color marfil.  Tarda muchos años en alcanzar su altura máxima.

## Descripción
Se conoce, en general, como yuca. Su aspecto es muy parecido al de las palmas y sus atractivas flores colgantes las hacen muy apreciadas, además de ser plantas útiles. Las hojas lanceoladas nacen en rosetas de cuyo centro brota un largo escapo floral con un grupo de flores péndulas acampanadas. La polinización ocurre pocas veces y solo por intervención de la mariposa de la yuca.
El cogollo fermentado produce una bebida alcohólica, el sotol, de aspecto parecido al tequila, típica del estado de Chihuahua (México) y de zonas colindantes. Hasta el aceite que se pueda derivar de ella se usa como pigmento en algunos jabones de tocador, aunque esto no es muy común.

## Taxonomía
Yucca faxoniana fue descrito por Charles Sprague Sargent  y publicado en Manual of the Trees of North America (exclusive of Mexico) 121–122, f. 106. 1905.
Etimología
Yucca: nombre genérico que fue nombrado por Carlos Linneo y que deriva por error de la palabra taína: yuca (escrita con una sola "c").
faxoniana: epíteto
Sinonimia
- Samuela carnerosana auct. non Trel.
- Samuela faxoniana Trel.
- Yucca carnerosana auct. non (Trel.) McKelvey[3]
- Sarcoyucca australis (Trel.) Linding.
- Sarcoyucca macrocarpa (Torr.) Linding.
- Yucca australis Trel.
- Yucca australis var. valida M.E.Jones
- Yucca baccata var. macrocarpa Torr.
- Yucca macrocarpa (Torr.) Coville
- Yucca torreyi Shafer
- Yucca torreyi forma parviflora McKelvey[4]